# دافيدي تاردوزي
دافيدي تاردوزي (بالإيطالية: Davide Tardozzi)‏ مواليد 30 يناير 1959 في رافينا، هو متسابق دراجات نارية إيطالي. نافس في سباقات بطولة العالم لفئة 250 سي سي ولفئة 50 سي سي. كما شارك في بطولة العالم للسوبربايك.

## روابط خارجية
- دافيدي تاردوزي على موقع WorldSBK.com (الإنجليزية)